# Canada op de Olympische Zomerspelen 1972
Canada nam deel aan de Olympische Zomerspelen 1972 in München, West-Duitsland. Er namen 208 sporters deel in achttien olympische sportdisciplines, waarbij vijf medailles werden behaald. Na 1924 en 1948 werd voor de derdemaal geen gouden medaille behaald bij Zomerspelen. 

## Medailles
| Sport   | Olympiër(s)                                             | Onderdeel             | Medaille |
| ------- | ------------------------------------------------------- | --------------------- | -------- |
| Zwemmen | Bruce Robertson                                         | 100m vlinderslag (m)  | Zilver   |
| Zwemmen | Leslie Cliff                                            | 400m wisselslag (v)   | Zilver   |
| Zeilen  | David Miller John Ekels Paul Cote                       | soling klasse         | Brons    |
| Zwemmen | Erik Fish William Mahony Bruce Robertson Robert Kasting | 4x100m wisselslag (m) | Brons    |
| Zwemmen | Donna Gurr                                              | 200m rugslag (v)      | Brons    |

## Deelnemers en resultaten

### Atletiek
| Olympiër                                             | Onderdeel                | Resultaat | Prestatie |
| ---------------------------------------------------- | ------------------------ | --------- | --- |
| Charlie Francis                                      | 100m (m)                 | 24e       | serie 9: 3de in 10,68 kwartfinale 4: 8ste in 10,51 |
| Charlie Francis                                      | 200m (m)                 | DNS       | serie 8: niet gestart |
| Charlie Francis                                      | 400m (m)                 | 45e       | serie 6: 7de in 47,65 |
| Kenneth Elmer                                        | 1500m (m)                | 50e       | serie 7: 8ste in 3.46,6 |
| William Smart                                        | 1500m (m)                | 54e       | serie 2: 8ste in 3.49,2 |
| Bob Finlay                                           | 5000m (m)                | 21e       | serie 5: 6de in 13.44,0 |
| Grant McLaren                                        | 5000m (m)                | 20e       | serie 2: 5de in 13.43,8 |
| Rich McDonald                                        | 110m horden (m)          | 11e       | serie 3: 3de in 14,36 halve finale 1: 6de in 14,22 |
| Tony Nelson                                          | 110m horden (m)          | 32e       | serie 5: 7de in 14,73 |
| Ian Gordon Brian MacLaren Craig Blackman Tony Powell | 4x400m (m)               | 10e       | serie 1: 4de in 3.04,22 |
| Karl-Heinz Merschenz                                 | 50km snelwandelen (m)    | DNF       | niet gefinisht |
| Alex Oakley                                          | 50km snelwandelen (m)    | 21e       | 4:28.42,6 |
| John Beers                                           | hoogspringen (m)         | 6e        | kwalificatie groep B: 1ste met 2,15m finale: 6de met 2,15m |
| Rick Cuttell                                         | hoogspringen (m)         | 28e       | kwalificatie groep B: 7de met 2,09m |
| John Hawkins                                         | hoogspringen (m)         | 9e        | kwalificatie groep B: 3de met 2,15m finale: 9de met 2,15m |
| Kirk Bryde                                           | polsstokhoogspringen (m) | DNF       | kwalificatie groep B: geen geldige poging |
| Bruce Simpson                                        | polsstokhoogspringen (m) | 5e        | kwalificatie groep B: 1ste met 5,10m finale: 5de met 5,20m |
| Bruce Pirnie                                         | kogelstoten (m)          | 17e       | kwalificatie groep B: 7de met 19,18m finale: 17de met 18,90m |
| Ain Roost                                            | discuswerpen (m)         | 21e       | kwalificatie groep A: 11de met 56,58m |
| André Claude                                         | speerwerpen (m)          | 16e       | kwalificatie groep A: 9de met 75,56m |
| Rick Dowswell                                        | speerwerpen (m)          | 13e       | kwalificatie groep B: 6de met 77,42m |
| Gerry Moro                                           | tienkamp (m)             | DNF       | 100m: 28ste in 11,49 (690 punten) verspringen: 22ste met 6,91m (802 punten) kogelstoten: 17de met 13,99m (727 punten) hoogspringen: 21ste met 1,86m (734 punten) 400m: 28ste in 52,02 (720 punten) 110m horden: 21ste in 16,28 (723 punten) |
|                                                      |                          |           | |
| Joyce Sadowick                                       | 400m (v)                 | 38e       | serie 6: 6de in 54,59 |
| Abby Hoffman                                         | 800m (v)                 | 8e        | serie 3: 2de in 2.01,57 halve finale 1: 3de in 2.01,37 finale: 8ste in 2.00,17 |
| Glenda Reiser                                        | 1500m (v)                | 13e       | serie 1: 2de in 4.06,1 halve finale 1: 7de in 4.09,51 |
| Thelma Wright                                        | 1500m (v)                | 22e       | serie 2: 5de in 4.15,43 |
| Brenda Eisler                                        | verspringen (v)          | 22e       | kwalificatie groep A: 11de met 6,10m |
| Debbie Van Kiekebelt                                 | verspringen (v)          | 24e       | kwalificatie groep B: 12de met 6,07m |
| Debbie Brill                                         | hoogspringen (v)         | 22e       | kwalificatie groep B: 1ste met 1,76m finale: 8ste met 1,82m |
| Louise Hannah                                        | hoogspringen (v)         | 29e       | kwalificatie groep B: 7de met 1,73m |
| Diane Jones                                          | vijfkamp (v)             | 10e       | 100m horden: 26ste in 14,79 (772 punten) kogelstoten: 4de met 15,05m (898 punten) hoogspringen: 6de met 1,74m verspringen: 20ste met 5,93m (891 punten) 200m: 23ste in 25,37 (814 punten) totaal: 4349 punten                               |
| Debbie Van Kiekebelt                                 | vijfkamp (v)             | 15e       | 100m horden: 19de in 14,39 (818 punten) kogelstoten: 11de met 13,16m (789 punten) hoogspringen: 10de met 1,68m verspringen: 17de met 5,98m (902 punten) 200m: 19de in 24,98 (848 punten) totaal: 4272 punten                                |

### Boksen
| Olympiër        | Onderdeel | Resultaat | Prestatie                                                                               |
| --------------- | --------- | --------- | --------------------------------------------------------------------------------------- |
| Chris Ius       | -51kg (m) | 9e        | 1ste ronde: vrij 2de ronde: W van MAR Ouabbou: 3-2 3de ronde: V van BUL Kostadinov: 0-5 |
| Leslie Hamilton | -54kg (m) | 33e       | 1ste ronde: V van GDR Förster: 1-4                                                      |
| Dale Anderson   | -57kg (m) | 17e       | 1ste ronde: vrij 2de ronde: V van COL Rojas: 2-3                                        |
| José Martinez   | -60kg (m) | 33e       | 1ste ronde: V van ITA Capretti: knock-out                                               |
| Carroll Morgan  | +81kg (m) | 5e        | 1ste ronde: W van NGR Ayinla: 3-2 kwartfinale: V van SWE Thomsén: knock-out             |

### Boogschieten
| Olympiër         | Onderdeel       | Resultaat | Prestatie                                                                              |
| ---------------- | --------------- | --------- | -------------------------------------------------------------------------------------- |
| Elmer Ewert      | individueel (m) | 25e       | 1ste ronde: 11de met 1194 punten 2de ronde: 32ste met 1165 punten totaal: 2359 punten  |
| Donald Jackson   | individueel (m) | 6e        | 1ste ronde: 3de met 1225 punten 2de ronde: 12de met 1212 punten totaal: 2437 punten    |
| Wayne Pullen     | individueel (m) | 41e       | 1ste ronde: 34ste met 1145 punten 2de ronde: 46ste met 1130 punten totaal: 2275 punten |
| Mary Grant       | individueel (v) | 11e       | 1ste ronde: 21ste met 1148 punten 2de ronde: 3de met 1202 punten totaal: 2350 punten   |
| Viola Muir       | individueel (v) | 39e       | 1ste ronde: 40ste met 981 punten 2de ronde: 39ste met 974 punten totaal: 1955 punten   |
| Marjory Saunders | individueel (v) | 32e       | 1ste ronde: 31ste met 1083 punten 2de ronde: 30ste met 1109 punten totaal: 2192 punten |

### Gewichtheffen
| Olympiër      | Onderdeel  | Resultaat | Prestatie                                                                                   |
| ------------- | ---------- | --------- | ------------------------------------------------------------------------------------------- |
| Chun Hon Chan | -52kg (m)  | 13e       | drukken: 16de met 92,5kg trekken: 15de met 87,5kg stoten: 14de met 112,5kg totaal: 292,5kg  |
| Keith Adams   | -75kg (m)  | DNF       | drukken: 17de met 137,5kg trekken: geen geldige poging                                      |
| Wayne Wilson  | -90kg (m)  | 13e       | drukken: 17de met 137,5kg trekken: 16de met 127,5kg stoten: 15de met 170kg totaal: 435kg    |
| Price Morris  | -110kg (m) | 22e       | drukken: 24ste met 155kg trekken: 21ste met 127,5kg stoten: 20ste met 175kg totaal: 457,5kg |

### Judo
| Olympiër           | Onderdeel       | Resultaat | Prestatie |
| ------------------ | --------------- | --------- | --- |
| Alan Sakai         | -63kg (m)       | 19e       | 1ste ronde: V van GBR Mullen |
| William McGregory  | -70kg (m)       | 18e       | 1ste ronde: V van RCO Wang |
| Philip Illingworth | -80kg (m)       | 13e       | 1ste ronde: vrij 2de ronde: W van DOM Socias 3de ronde: V van YUG Obadov                                                               |
| Terry Farnsworth   | -93kg (m)       | 7e        | 1ste ronde: W van HUN Varga 2de ronde: W van CUB Ibañez kwartfinale: V van FRG Barth herkansingen: V van GDR Howiller                  |
| Douglas Rogers     | +93kg (m)       | 5e        | 1ste ronde: W van GBR Remfry 2de ronde: W van AUT Butka kwartfinale: V van FRA Brondani                                                |
| Douglas Rogers     | open klasse (m) | 5e        | 1ste ronde: V van FRA Brondani herkansingen 1: W van MGL Rentsendorj herkansingen 2: W van MAR Kassow bronzen finale: V van GBR Parisi |

### Kanovaren
| Olympiër                                           | Onderdeel     | Resultaat | Prestatie                                                                           |
| Slalom                                             | Slalom        | Slalom    | Slalom                                                                              |
| -------------------------------------------------- | ------------- | --------- | ----------------------------------------------------------------------------------- |
| William Griffith                                   | C-1 (m)       | 19e       | 1ste ronde: 571,50 punten 2de ronde: 530,64 punten                                  |
| Hermann Kerckhoff                                  | K-1 (m)       | 37e       | 1ste ronde: 640,54 punten 2de ronde: 595,46 punten                                  |
| Eric Munshaw                                       | K-1 (m)       | 34e       | 1ste ronde: 434,08 punten 2de ronde: 536,60 punten                                  |
| Heinz Poenn                                        | K-1 (m)       | 35e       | 1ste ronde: 469,91 punten 2de ronde: 459,28 punten                                  |
| Sprint                                             |               |           |                                                                                     |
| John Wood                                          | C-1 1000m (m) | 11e       | serie 1: 7de in 4.56,70 halve finale: 5de in 4.24,40                                |
| Scott Lee John Wood                                | C-2 1000m (m) | 12e       | serie 1: 3de in 4.12,35 halve finale 2: 4de in 4.02,67                              |
| Dean Oldershaw                                     | K-1 1000m (m) | 13e       | serie 1: 3de in 4.07,52 halve finale 2: 5de in 3.59,23                              |
| Dennis Barré Jean Barre                            | K-2 1000m (m) | 12e       | serie 2: 4de in 3.51,30 herkansingen: 3de in 3.49,48 halve finale 3: 5de in 3.38,56 |
| Dennis Barré Jean Barre Dean Oldershaw Jim Reardon | K-4 1000m (m) | 15e       | serie 2: 5de in 3.29,75 herkansingen: 3de in 3.19,77 halve finale 1: 5de in 3.20,53 |
|                                                    |               |           |                                                                                     |
| Majorie Homer-Dixon                                | K-1 500m (v)  | 11e       | serie 1: 6de in 2.17,38 herkansingen: 3de in 2.10,79 halve finale 1: 4de in 2.12,51 |
| Claudia Hunt Majorie Homer-Dixon                   | K-2 500m (v)  | 11e       | serie 1: 6de in 2.11,24 halve finale: 5de in 2.03,60                                |

### Moderne vijfkamp
| Olympiër                                      | Onderdeel | Resultaat | Prestatie |
| --------------------------------------------- | --------- | --------- | --- |
| Kenneth Maaten                                | mannen    | 56e       | paardensport: 51ste in 2.54,9 (95 punten) schermen: 55ste met 17 overwinningen (544 punten) schietsport: 39ste met 184 punten (780 punten) zwemmen: 57ste in 4.20,3 (792 punten) atletiek: 45ste in 14.18,7 (991 punten) totaal: 3987 punten   |
| Scott Scheuermann                             | mannen    | 54e       | paardensport: 26ste in 2.29,21 (95 punten) schermen: 59ste met 11 overwinningen (430 punten) schietsport: 33ste met 186 punten (824 punten) zwemmen: 29ste in 3.48,9 (1044 punten) atletiek: 59ste in 15.32,9 (769 punten) totaal: 4072 punten |
| George Skene                                  | mannen    | 59e       | paardensport: uitgeschakeld schermen: 58ste met 14 overwinningen (487 punten) schietsport: 45ste met 181 punten (714 punten) zwemmen: 14de in 3.40,8 (1108 punten) atletiek: 46ste in 14.19,2 (988 punten) totaal: 3297 punten                 |
| Kenneth Maaten Scott Scheuermann George Skene | team (m)  | 19e       | paardensport: 19de met 1885 schermen: 19de met 1440 punten schietsport: 14de met 2318 punten zwemmen: 13de met 2944 punten atletiek: 19de met 2748 punten totaal: 11335 punten                                                                 |

### Paardensport
| Olympiër                                                   | Onderdeel   | Resultaat | Prestatie |
| Dressuur                                                   | Dressuur    | Dressuur  | Dressuur |
| ---------------------------------------------------------- | ----------- | --------- | --- |
| Christilot Hanson-Boylen                                   | individueel | 9e        | Grand Prix: 8ste met 1615 punten ride-off: 9de met 1081 punten                                                                                       |
| Cindy Neale-Ishoy                                          | individueel | 26e       | Grand Prix: 26ste met 1424 punten |
| Lorraine Stubbs                                            | individueel | 30e       | Grand Prix: 30ste met 1379 punten |
| Christilot Hanson-Boylen Cindy Neale-Ishoy Lorraine Stubbs | team        | 6e        | 4418 punten |
| Eventing                                                   |             |           | |
| Clint Banbury                                              | individueel | DNF       | dressuur: 60ste met 70,00 strafpunten crosscountry: niet gefinisht                                                                                   |
| Robin Hahn                                                 | individueel | DNF       | dressuur: 37ste met 60,33 strafpunten crosscountry: niet gefinisht                                                                                   |
| Jim Henry                                                  | individueel | 32e       | dressuur: 68ste met 78,67 strafpunten crosscountry: 32ste met 44 strafpunten springconcours: 14de met 2 strafpunten totaal: 124,67 strafpunten       |
| Wendy Irving                                               | individueel | 44e       | dressuur: 37ste met 60,33 strafpunten crosscountry: 45ste met 165,60 strafpunten springconcours: 41ste met 22 strafpunten totaal: 248,60 strafpunten |
| Clint Banbury Robin Hahn Jim Henry Wendy Irving            | team        | DNF       | dressuur: 15de met 191,33 strafpunten crosscountry: 14de met 40,80 strafpunten                                                                       |
| Springconcours                                             |             |           | |
| Jim Day                                                    | individueel | 4e        | 1ste ronde: 1ste met 0 strafpunten 2de ronde: 7de met 8,75 strafpunten totaal: 8,75 strafpunten                                                      |
| Jim Elder                                                  | individueel | 43e       | 1ste ronde: 43ste met 24 strafpunten |
| Torchy Millar                                              | individueel | 31e       | 1ste ronde: 31ste met 16 strafpunten |
| Jim Day Jim Elder Ian Millar Torchy Millar                 | team        | 6e        | 1ste ronde: 7de met 36 strafpunten 2de ronde: 4de met 28 strafpunten totaal: 64 strafpunten                                                          |

### Roeien
| Olympiër                                                              | Onderdeel       | Resultaat | Prestatie |
| --------------------------------------------------------------------- | --------------- | --------- | --- |
| Peter Barr John McNiven                                               | dubbel-twee (m) | 15e       | serie 1: 5de in 7.21,69 herkansingen: 4de in 7.29,05                                                         |
| Andrew van Ruyven Richard Symsyk                                      | twee-zonder (m) | 16e       | serie 4: 4de in 7.46,90 herkansingen: 3de in 7.45,71                                                         |
| Robert Battersby Trevor Josephson Mike Neary                          | twee-met (m)    | 9e        | serie 2: 4de in 7.49,54 herkansingen: 2de in 8.12,69 halve finale 1: 6de in 9.28,82                          |
| Ian Gordon Karel Jonker Gregory Rokosh Donald Curphey                 | vier-zonder (m) | 9e        | serie 1: 3de in 7.02,34 herkansingen: 2de in 7.06,90 halve finale 1: 4de in 7.13,61 finale B: 3de in 6.57,18 |
| Edgar Smith James Walker Roger Jackson Robert Cunliffe Michael Conway | vier-zonder (m) | 12e       | serie 3: 4de in 7.01,52 herkansingen: 2de in 7.04,35 halve finale 2: 5de in 7.31,90 finale B: 6de in 7.16,13 |

### Schermen
| Olympiër                                          | Onderdeel       | Resultaat | Prestatie                                                                             |
| ------------------------------------------------- | --------------- | --------- | ------------------------------------------------------------------------------------- |
| Herbert Obst                                      | degen (m)       | 70e       | 1ste ronde groep 11: 6de met 1 overwinning                                            |
| Gerry Wiedel                                      | degen (m)       | 37e       | 1ste ronde groep 10: 2de met 3 overwinningen 2de ronde groep 5: 5de met 1 overwinning |
| Lester Wong                                       | degen (m)       | 50e       | 1ste ronde groep 2: 5de met 1 overwinning                                             |
| Magdy Conyd Herbert Obst Gerry Wiedel Lester Wong | degen team (m)  | 11e       | 1ste ronde groep 2: 4de met 0 overwinningen                                           |
| Magdy Conyd                                       | floret (m)      | 53e       | 1ste ronde groep 8: 6de met 0 overwinningen                                           |
| Herbert Obst                                      | floret (m)      | 45e       | 1ste ronde groep 9: 5de met 2 overwinningen                                           |
| Lester Wong                                       | floret (m)      | 57e       | 1ste ronde groep 7: 7de met 0 overwinningen                                           |
| Magdy Conyd Herbert Obst Gerry Wiedel Lester Wong | floret team (m) | 9e        | 1ste ronde groep 4: 4de met 0 overwinningen                                           |
| Bob Foxcroft                                      | sabel (m)       | 51e       | 1ste ronde groep 7: 6de met 0 overwinningen                                           |
|                                                   |                 |           |                                                                                       |
| Donna Hennyey                                     | floret (v)      | 37e       | 1ste ronde groep 5: 5de met 1 overwinning                                             |

### Schietsport
| Olympiër         | Onderdeel              | Resultaat | Prestatie                             |
| ---------------- | ---------------------- | --------- | ------------------------------------- |
| Alf Mayer        | 50m geweer 3 houdingen | 42e       | 1123 punten: (394-347-382)            |
| Arne Sorensen    | 50m geweer 3 houdingen | 49e       | 1105 punten: (391-342-372)            |
| Gil Boa          | 50m geweer liggend     | 50e       | 590 punten: (95-98-99-100-99-99)      |
| Alf Mayer        | 50m geweer liggend     | 47e       | 590 punten: (97-98-97-98-100-100)     |
| Edward Jans      | 50m pistool            | 32e       | 542 punten: (94-90-91-86-92-89)       |
| Jules Sobrian    | 50m pistool            | 45e       | 534 punten: (91-87-91-89-88-88)       |
| William Hare     | 25m snelvuurpistool    | 41e       | 577 punten: (195-193-189)             |
| Jules Sobrian    | 25m snelvuurpistool    | 29e       | 582 punten: (195-197-190)             |
| Bruno De Costa   | skeet                  | 25e       | 188 punten: (24-24-25-25-23-21-23-23) |
| Donald Sanderlin | skeet                  | 50e       | 178 punten: (19-23-23-23-22-25-22-21) |
| James Platz      | trap                   | 29e       | 184 punten: (24-24-23-25-25-22-19-22) |
| John Primrose    | trap                   | 7e        | 192 punten: (25-23-22-24-24-25-25-24) |

### Schoonspringen
| Olympiër             | Onderdeel     | Resultaat | Prestatie                                                                             |
| -------------------- | ------------- | --------- | ------------------------------------------------------------------------------------- |
| Scott Cranham        | 3m plank (m)  | 14e       | voorronde: 14de met 339,21 punten                                                     |
| Ron Friesen          | 3m plank (m)  | 25e       | voorronde: 25ste met 313,11 punten                                                    |
| Kenneth Sully        | 3m plank (m)  | 16e       | voorronde: 16de met 336,12 punten                                                     |
| Scott Cranham        | 10m toren (m) | 27e       | voorronde: 27ste met 263,2 punten                                                     |
| Ron Friesen          | 10m toren (m) | 20e       | voorronde: 20ste met 272,94 punten                                                    |
| Kenneth Sully        | 10m toren (m) | 29e       | voorronde: 29ste met 262,26 punten                                                    |
|                      |               |           |                                                                                       |
| Beverly Boys         | 3m plank (v)  | 5e        | voorronde: 7de met 274,35 punten finale: 5de met 144,54 punten totaal: 418,89 punten  |
| Elizabeth Carruthers | 3m plank (v)  | 20e       | voorronde: 20ste met 243,84 punten                                                    |
| Teri York            | 3m plank (v)  | 19e       | voorronde: 19de met 247,14 punten                                                     |
| Beverly Boys         | 10m toren (v) | 14e       | voorronde: 14de met 183,99 punten                                                     |
| Nancy Robertson      | 10m toren (v) | 7e        | voorronde: 7de met 196,26 punten finale: 6de met 137,76 punten totaal: 334,02 punten  |
| Kathleen Rollo       | 10m toren (v) | 9e        | voorronde: 11de met 187,62 punten finale: 9de met 129,59 punten totaal: 317,31 punten |

### Turnen
| Olympiër                                                                                                | Onderdeel                | Resultaat | Prestatie |
| --- | ------------------------ | --------- | --- |
| Bruce Medd                                                                                              | meerkamp individueel (m) | 112e      | kwalificatie: vloer: 112de met 6,75 punten brug: 112de met 6,30 punten rekstok: 113de met 3,90 punten totaal: 16,95 punten |
| Steve Mitruk                                                                                            | meerkamp individueel (m) | 97e       | kwalificatie: vloer: 109de met 15,45 punten sprong: 82ste met 17,75 punten brug: 108de met 16,20 punten rekstok: 88ste met 16,60 punten ringen: 104de met 16,00 punten paard met bogen: 62ste met 17,30 punten totaal: 99,30 punten |
| André Simard                                                                                            | meerkamp individueel (m) | 104e      | kwalificatie: vloer: 104de met 15,95 punten sprong: 93ste met 17,45 punten brug: 102de met 16,65 punten rekstok: 97ste met 15,95 punten ringen: 97ste met 16,45 punten paard met bogen: 99ste met 14,85 punten totaal: 97,30 punten |
| Lise Arsenault-Goertz                                                                                   | meerkamp individueel (v) | 68e       | kwalificatie: vloer: 53ste met 17,80 punten sprong: 51ste met 17,80 punten brug: 71ste met 17,40 punten balk: 100ste met 16,25 punten totaal: 69,25 punten                                                                          |
| Susan Buchanan                                                                                          | meerkamp individueel (v) | 91e       | kwalificatie: vloer: 82ste met 17,40 punten sprong: 52ste met 17,75 punten brug: 74ste met 17,30 punten balk: 116de met 15,20 punten totaal: 67,65 punten                                                                           |
| Jennifer Diachun                                                                                        | meerkamp individueel (v) | 50e       | kwalificatie: vloer: 30ste met 18,10 punten sprong: 46ste met 17,90 punten brug: 60ste met 17,75 punten balk: 62ste met 17,10 punten totaal: 70,85 punten                                                                           |
| Nancy McDonnell                                                                                         | meerkamp individueel (v) | 57e       | kwalificatie: vloer: 72ste met 17,55 punten sprong: 37ste met 18,00 punten brug: 63ste met 17,65 punten balk: 67ste met 16,95 punten totaal: 70,15 punten                                                                           |
| Teresa McDonnell                                                                                        | meerkamp individueel (v) | 55e       | kwalificatie: vloer: 43ste met 17,95 punten sprong: 52ste met 17,75 punten brug: 71ste met 17,40 punten balk: 41ste met 17,40 punten totaal: 70,50 punten                                                                           |
| Sharon Tsukamoto                                                                                        | meerkamp individueel (v) | 80e       | kwalificatie: vloer: 90ste met 17,25 punten sprong: 75ste met 17,45 punten brug: 82ste met 17,10 punten balk: 79ste met 16,75 punten totaal: 68,55 punten                                                                           |
| Lise Arsenault-Goertz Susan Buchanan Jennifer Diachun Nancy McDonnell Teresa McDonnell Sharon Tsukamoto | meerkamp team (v)        | 11e       | vloer: 11de met 88,80 punten sprong: 10de met 89,20 punten brug: 13de met 87,70 punten balk: 13de met 84,55 punten totaal: 350,25 punten                                                                                            |

### Waterpolo
| Olympiër | Onderdeel | Resultaat | Prestatie |
| --- | --------- | --------- | --- |
| Clifford Barry Gabor Csepregi Jack Gauldie Stephen Hart David Hart Guy Leclerc Donald Packer Rick Pugliese Alan Pyle Robert Thompson William Van der Pol | mannen    | 16e       | groep A: 6de V van Joegoslavië: 4-12 V van Mexico: 3-7 V van Verenigde Staten: 1-8 V van Roemenië: 4-16 V van Cuba: 2-7 |

| Groep A |                  |             |             |             |             |        |        |        |        |
| #       | Land             | Wedstrijden | Wedstrijden | Wedstrijden | Wedstrijden | Punten | Punten | Punten | Punten |
| #       | Land             | G           | W           | G           | V           | V      | T      | Saldo  | Punten |
| 1       | Verenigde Staten | 5           | 5           | 0           | 0           | 31     | 18     | +13    | 10     |
| 2       | Joegoslavië      | 5           | 4           | 0           | 1           | 35     | 24     | +11    | 8      |
| 3       | Cuba             | 5           | 3           | 0           | 2           | 28     | 23     | +5     | 6      |
| 4       | Roemenië         | 5           | 2           | 0           | 3           | 38     | 26     | +12    | 4      |
| 5       | Mexico           | 5           | 1           | 0           | 4           | 25     | 30     | -5     | 2      |
| 6       | Canada           | 5           | 0           | 0           | 5           | 14     | 50     | -36    | 0      |

| Ronde       | Datum   | Plaats           | Land | Score  | Land |
| ----------- | ------- | ---------------- | ---- | ------ | ---- |
| Groepsfase  |         |                  |      |        |      |
| 27 augustus | München | Joegoslavië      | 12-4 | Canada |      |
| 28 augustus | München | Mexico           | 7-3  | Canada |      |
| 29 augustus | München | Verenigde Staten | 8-2  | Canada |      |
| 30 augustus | München | Roemenië         | 16-4 | Canada |      |
| 31 augustus | München | Cuba             | 7-2  | Canada |      |

### Wielersport
| Olympiër                                               | Onderdeel                     | Resultaat | Prestatie |
| Baan                                                   | Baan                          | Baan      | Baan |
| ------------------------------------------------------ | ----------------------------- | --------- | --- |
| Ed McRae                                               | sprint (m)                    | 9e        | 1ste ronde serie 6: V van AUS Nicholson 1ste ronde herkansingen: W van ARG Limba 2de ronde serie 8: 3de 2de ronde herkansingen: 3de |
| Jocelyn Lovell                                         | tijdrit (m)                   | 15e       | 1.09,03 |
| Ron Hayman                                             | individuele achtervolging (m) | 22e       | kwalificatie: 22ste |
| Jocelyn Lovell Brian Keast Ron Hayman Ed McRae         | ploegenachtervolging (m)      | 19e       | kwalificatie: 19de |
| Weg                                                    |                               |           | |
| Brian Chewter                                          | wegwedstrijd (m)              | 52e       | 4:17.09 |
| Gilles Durand                                          | wegwedstrijd (m)              | 72e       | 4:17.13 |
| Lindsay Gauld                                          | wegwedstrijd (m)              | DNF       | niet gefinisht |
| Tom Morris                                             | wegwedstrijd (m)              | 62e       | 4:17.09 |
| Gilles Durand Brian Chewter Jack McCullough Tom Morris | ploegentijdrit (m)            | 23e       | 2:19.39,2 |

### Worstelen
| Olympiër        | Onderdeel   | Resultaat   | Prestatie |
| Vrije stijl     | Vrije stijl | Vrije stijl | Vrije stijl |
| --------------- | ----------- | ----------- | --- |
| Gordon Bertie   | -52kg (m)   | 6e          | 1ste ronde: W van PER Leon 2de ronde: W van POL Kudelski 3de ronde: W van USA Carr 4de ronde: V van JPN Kato 5de ronde: V van PRK Kim |
| Egon Beiler     | -57kg (m)   | 22e         | 1ste ronde: V van MEX Lopez 2de ronde: V van URS Kuleshov                                                                             |
| Patrick Bolger  | -62kg (m)   | 8e          | 1ste ronde: W van GBR Dawes 2de ronde: W van PER Hurtado 3de ronde: V van ROU Coman 4de ronde: V van TUR Akdağ                        |
| Ronald Ouellet  | -68kg (m)   | 16e         | 1ste ronde: V van FRG Rost 2de ronde: W van YUG Sali 3de ronde: V van FRA Carbasse                                                    |
| Alfred Wurr     | -74kg (m)   | 22e         | 1ste ronde: V van FRG Seger 2de ronde: V van URS Gusov                                                                                |
| Taras Hyrb      | -82kg (m)   | 16e         | 1ste ronde: V van BUL Iliev 2de ronde: V van HUN Kovács                                                                               |
| George Saunders | -90kg (m)   | 9e          | 1ste ronde: W van IND Ram 2de ronde: V van POL Kurczewski                                                                             |
| Harry Geris     | -100kg (m)  | 10e         | 1ste ronde: W van JPN Yada 2de ronde: V van ROU Panait 3de ronde: V van URS Jarygin                                                   |
| Grieks-Romeins  |             |             | |
| Ole Sorensen    | -68kg (m)   | 20e         | 1ste ronde: W van SUI Rhyn 2de ronde: V van MAR Bahamou                                                                               |

### Zeilen
| Olympiër                          | Onderdeel       | Resultaat | Prestatie                         |
| --------------------------------- | --------------- | --------- | --------------------------------- |
| John Clarke                       | finn            | 21e       | 141 punten: (28-22-22-8-17-DNF-8) |
| Peter Byrne Don Andrews           | flying dutchman | 15e       | 117 punten: (18-13-7-10-12-21-21) |
| Ted Hains Harry Scott             | tempest         | 15e       | 114 punten: (17-5-18-14-18-10-15) |
| Ian Bruce Peter Björn             | star            | 12e       | 97 punten: (9-12-16-1-15-15-13)   |
| David Miller John Ekels Paul Côté | soling          | Brons     | 47,1 punten: (3-3-8-3-10-15)      |
| Neil Gunn Frank Hall Allan Leibel | dragon          | 9e        | 69,0 punten: (5-10-2-10-DSQ-18)   |

### Zwemmen
| Olympiër                                                                 | Onderdeel             | Resultaat | Prestatie                                                                      |
| ------------------------------------------------------------------------ | --------------------- | --------- | ------------------------------------------------------------------------------ |
| Bob Kasting                                                              | 100m vrije slag (m)   | 10e       | serie 6: 3de in 54,07 halve finale 2: 5de in 53,62                             |
| Brian Phillips                                                           | 100m vrije slag (m)   | 12e       | serie 6: 2de in 53,75 halve finale 1: 6de in 53,73                             |
| Bruce Robertson                                                          | 100m vrije slag (m)   | 28e       | serie 4: 5de in 54,76                                                          |
| Ralph Hutton                                                             | 200m vrije slag (m)   | 8e        | serie 7: 2de in 1.56,84 finale: 8ste in 1.57,56                                |
| Ian MacKenzie                                                            | 200m vrije slag (m)   | 30e       | serie 3: 6de in 2.01,22                                                        |
| Bruce Robertson                                                          | 200m vrije slag (m)   | 19e       | serie 5: 3de in 1.59,02                                                        |
| Ralph Hutton                                                             | 400m vrije slag (m)   | 12e       | serie 4: 3de in 4.09,27                                                        |
| Ron Jacks                                                                | 400m vrije slag (m)   | 24e       | serie 6: 4de in 4.16,08                                                        |
| Bruce Robertson                                                          | 400m vrije slag (m)   | 32e       | serie 1: 5de in 4.20,31                                                        |
| Deane Buckboro                                                           | 1500m vrije slag (m)  | 14e       | serie 2: 4de in 16.52,50                                                       |
| Clay Evans                                                               | 100m rugslag (m)      | 12e       | serie 1: 3de in 1.01,69                                                        |
| Erik Fish                                                                | 100m rugslag (m)      | 13e       | serie 5: 2de in 1.00,81 halve finale 2: 6de in 1.00,73                         |
| Ian MacKenzie                                                            | 100m rugslag (m)      | 32e       | serie 3: 4de in 1.01,11 halve finale 1: 7de in 1.00,92                         |
| John Hawes                                                               | 200m rugslag (m)      | 24e       | serie 4: 6de in 2.15,34                                                        |
| Bill Kennedy                                                             | 200m rugslag (m)      | 15e       | serie 1: 3de in 2.12,55                                                        |
| Ian MacKenzie                                                            | 200m rugslag (m)      | 28e       | serie 1: 5de in 2.16,36                                                        |
| Bill Mahony                                                              | 100m schoolslag (m)   | 11e       | serie 1: 2de in 1.07,14 halve finale 1: 5de in 1.07,06                         |
| Robert Stoddart                                                          | 100m schoolslag (m)   | 15e       | serie 2: 2de in 1.08,44 halve finale 1: 7de in 1.08,61                         |
| Mike Whitaker                                                            | 100m schoolslag (m)   | 17e       | serie 5: 3de in 1.08,86                                                        |
| Bill Mahony                                                              | 200m schoolslag (m)   | 10e       | serie 1: 2de in 2.26,71                                                        |
| Robert Stoddart                                                          | 200m schoolslag (m)   | 17e       | serie 2: 4de in 2.30,08                                                        |
| Mike Whitaker                                                            | 200m schoolslag (m)   | 27e       | serie 6: 4de in 2.33,47                                                        |
| Bob Kasting                                                              | 100m vlinderslag (m)  | 10e       | serie 4: 3de in 57,65 halve finale 2: 6de in 57,67                             |
| Byron MacDonald                                                          | 100m vlinderslag (m)  | 6e        | serie 5: 4de in 57,56 halve finale 1: 3de in 57,06 finale: 6de in 57,27        |
| Bruce Robertson                                                          | 100m vlinderslag (m)  | Zilver    | serie 2: 1ste in 56,45 halve finale 1: 2de in 56,86 finale: 2de in 55,56       |
| Ron Jacks                                                                | 200m vlinderslag (m)  | 15e       | serie 3: 6de in 2.09,04                                                        |
| Byron MacDonald                                                          | 200m vlinderslag (m)  | 23e       | serie 4: 5de in 2.12,12                                                        |
| David Brumwell                                                           | 200m wisselslag (m)   | 23e       | serie 2: 4de in 2.16,85                                                        |
| Clay Evans                                                               | 200m wisselslag (m)   | 17e       | serie 2: 3de in 2.15,19                                                        |
| Doug Jamison                                                             | 200m wisselslag (m)   | 27e       | serie 3: 3de in 2.17,7                                                         |
| David Brumwell                                                           | 400m wisselslag (m)   | 21e       | serie 2: 4de in 4.52,41                                                        |
| Bruce Robertson Brian Phillips Timothy Bach Bob Kasting                  | 4x100m vrije slag (m) | 5e        | serie 2: 3de in 3.35,64 finale: 5de in 3.33,20                                 |
| Bruce Robertson Brian Phillips Ian MacKenzie Ralph Hutton Deane Buckboro | 4x200m vrije slag (m) | 7e        | serie 1: 2de in 7.57,69 finale: 7de in 7.53,61                                 |
| Erik Fish Bill Mahony Bruce Robertson Bob Kasting Bill Kennedy           | 4x100m wisselslag (m) | Brons     | serie 1: 2de in 3.57,05 finale: 3de in 3.52,26                                 |
|                                                                          |                       |           |                                                                                |
| Wendy Cook                                                               | 100m vrije slag (v)   | 15e       | serie 4: 2de in 1.01,20 halve finale 1: 7de in 1.01,26                         |
| Mary Beth Rondeau                                                        | 100m vrije slag (v)   | 17e       | serie 2: 3de in 1.01,46                                                        |
| Judy Wright                                                              | 100m vrije slag (v)   | 25e       | serie 2: 3de in 1.01,97                                                        |
| Karen LeGresley                                                          | 200m vrije slag (v)   | 25e       | serie 1: 6de in 2.16,34                                                        |
| Mary Beth Rondeau                                                        | 200m vrije slag (v)   | 18e       | serie 4: 4de in 2.13,52                                                        |
| Merrily Stratten                                                         | 200m vrije slag (v)   | 12e       | serie 1: 4de in 2.12,44                                                        |
| Anne Marie McCaffrey                                                     | 400m vrije slag (v)   | 17e       | serie 2: 4de in 4.39,92                                                        |
| Mary Beth Rondeau                                                        | 400m vrije slag (v)   | 13e       | serie 2: 3de in 4.36,71                                                        |
| Brenda Holmes                                                            | 800m vrije slag (v)   | 18e       | serie 5: 5de in 9.39,44                                                        |
| Karen LeGresley                                                          | 800m vrije slag (v)   | 19e       | serie 5: 4de in 9.37,13                                                        |
| Mary Beth Rondeau                                                        | 800m vrije slag (v)   | 21e       | serie 4: 5de in 9.43,31                                                        |
| Wendy Cook-Hogg                                                          | 100m rugslag (v)      | 5e        | serie 2: 1ste in 1.07,00 halve finale 1: 4de in 1.06,89 finale: 5de in 1.06,70 |
| Donna-Marie Gurr                                                         | 100m rugslag (v)      | 9e        | serie 5: 1ste in 1.07,45 halve finale 2: 5de in 1.07,37                        |
| Cathy Raftery                                                            | 100m rugslag (v)      | 22e       | serie 5: 5de in 1.09,72                                                        |
| Leslie Cliff                                                             | 200m rugslag (v)      | 8e        | serie 3: 1ste in 2.25,08 finale: 8ste in 2.25,80                               |
| Wendy Cook-Hogg                                                          | 200m rugslag (v)      | 11e       | serie 1: 2de in 2.25,71                                                        |
| Donna-Marie Gurr                                                         | 200m rugslag (v)      | Brons     | serie 4: 2de in 2.25,33 finale: 3de in 2.23,22                                 |
| Sylvia Dockerill                                                         | 100m schoolslag (v)   | 18e       | serie 5: 5de in 1.18,64                                                        |
| Marian Stuart                                                            | 100m schoolslag (v)   | 19e       | serie 5: 6de in 1.18,69                                                        |
| Jane Wright                                                              | 100m schoolslag (v)   | 31e       | serie 3: 6de in 1.20,56                                                        |
| Rose-Marie Pepe                                                          | 200m schoolslag (v)   | 35e       | serie 2: 7de in 2.54,75                                                        |
| Marian Stuart                                                            | 200m schoolslag (v)   | 19e       | serie 4: 4de in 2.49,11                                                        |
| Jane Wright                                                              | 200m schoolslag (v)   | 16e       | serie 5: 3de in 2.47,85                                                        |
| Leslie Cliff                                                             | 100m vlinderslag (v)  | 23e       | serie 2: 6de in 1.09,29                                                        |
| Marilyn Corson                                                           | 100m vlinderslag (v)  | 12e       | serie 4: 5de in 1.06,26 halve finale 1: 7de in 1.06,78                         |
| Susan Smith                                                              | 100m vlinderslag (v)  | 24e       | serie 1: 7de in 1.09,38                                                        |
| Jennifer McHugh                                                          | 200m vlinderslag (v)  | 20e       | serie 2: 7de in 2.30,36                                                        |
| Leslie Cliff                                                             | 200m wisselslag (v)   | 5e        | serie 2: 2de in 2.25,59 finale: 5de in 2.24,83                                 |
| Karen James                                                              | 200m wisselslag (v)   | 25e       | serie 1: 4de in 2.31,25                                                        |
| Martha Nelson                                                            | 200m wisselslag (v)   | 18e       | serie 3: 3de in 2.30,51                                                        |
| Debbie Bengtson                                                          | 400m wisselslag (v)   | 5e        | serie 2: 4de in 5.21,62                                                        |
| Leslie Cliff                                                             | 400m wisselslag (v)   | Zilver    | serie 5: 1ste in 5.08,64 finale: 2de in 5.03,57                                |
| Jennifer McHugh                                                          | 400m wisselslag (v)   | 18e       | serie 2: 3de in 5.20,25                                                        |
| Wendy Cook-Hogg Judy Wright Mary Beth Rondeau Leslie Cliff               | 4x100m vrije slag (v) | 7e        | serie 1: 4de in 4.05,95 finale: 7de in 4.03,83                                 |
| Wendy Cook-Hogg Sylvia Dockerill Marilyn Corson Leslie Cliff             | 4x100m wisselslag (v) | Brons     | serie 2: 4de in 4.31,87 finale: 7de in 4.31,56                                 |

Afghanistan · Albanië · Algerije · Amerikaanse Maagdeneilanden · Argentinië · Australië · Bahama's · Barbados · België · Bermuda · Birma · Bolivia · Bondsrepubliek Duitsland · Brazilië · Brits-Honduras · Bulgarije · Canada · Ceylon · Chili · Colombia · Congo-Brazzaville · Costa Rica · Cuba · Dahomey · Denemarken · Dominicaanse Republiek · Duitse Democratische Republiek · Ecuador · Egypte · El Salvador · Ethiopië · Fiji · Filipijnen · Finland · Frankrijk · Gabon · Ghana · Griekenland · Groot-Brittannië · Guatemala · Guyana · Haïti · Hongarije · Hongkong · Ierland · IJsland · India · Indonesië · Iran · Israël · Italië · Ivoorkust · Jamaica · Japan · Joegoslavië · Kameroen · Kenia · Khmerrepubliek · Koeweit · Lesotho · Libanon · Liberia · Liechtenstein · Luxemburg · Madagaskar · Malawi · Maleisië · Mali · Malta · Marokko · Mexico · Monaco · Mongolië · Nederland · Nederlandse Antillen · Nepal · Nicaragua · Nieuw-Zeeland · Niger · Nigeria · Noord-Korea · Noorwegen · Oeganda · Oostenrijk · Opper-Volta · Pakistan · Panama · Paraguay · Peru · Polen · Portugal · Puerto Rico · Roemenië · San Marino · Saoedi-Arabië · Senegal · Singapore · Soedan · Somalië · Sovjet-Unie · Spanje · Suriname · Swaziland · Syrië · Taiwan · Tanzania · Thailand · Togo · Trinidad en Tobago · Tsjaad · Tsjecho-Slowakije · Tunesië · Turkije · Uruguay · Venezuela · Verenigde Staten · Vietnam · Zambia · Zuid-Korea · Zweden · Zwitserland